# Donja Rijeka
 Donja Rijeka  falu Horvátországban Kapronca-Kőrös megyében. Közigazgatásilag Gornja Rijekához tartozik.

## Fekvése
Kőröstől 14 km-re északnyugatra, községközpontjától  3 km-re délre a Kemléki-hegység déli lábánál fekszik.

## Története
A település a kiskemléki uradalomhoz tartozott, mai nevét a rajta átfolyó Reka-patak után kapta a 19. században.  Jobbágyai, több környező településsel együtt a tatárjárás után IV. Bélától nemességet kaptak, mivel Kemlék várát megvédték a tatároktól. Erről a község népe mai is megemlékezik azon a napon, melyet a „nemesség napjának” neveznek.
A falunak 1857-ben 270, 1910-ben 401 lakosa volt. A  trianoni békeszerződésig Belovár-Kőrös vármegye Körösi járásához tartozott. 2001-ben 241 lakosa volt.